# По семейным обстоятельствам
«По семе́йным обстоя́тельствам» — советский двухсерийный телевизионный художественный фильм режиссёра Алексея Коренева, снятый в 1977 году по пьесе Валентина Азерникова «Возможны варианты, или По семейным обстоятельствам».
Премьерный показ в СССР состоялся 29 апреля 1978 года по Первой программе ЦТ.

## Сюжет
Молодые супруги Лида (Марина Дюжева) и Игорь (Евгений Стеблов) собираются обзавестись ребёнком. Мать Лиды — Галина Аркадьевна (Галина Польских) — работающая женщина, жёсткий и суровый начальник на своём рабочем месте. Она одна воспитала дочь и теперь не хочет помогать молодым заботиться о ребёнке. Кроме того, Галина Аркадьевна — сама ещё женщина относительно молодая, она хочет жить полной жизнью и не планирует посвящать всё своё время сидению с внучкой. Лида и Игорь пытаются найти выход из ситуации. Оказывается, что дома Лида работать не может — она пианист-аккомпаниатор, и череда певцов раздражает Галину Аркадьевну. Попытки найти няню тоже терпят неудачу: то ребёнок не подходит няням, то няни оказываются неподходящими: чрезмерно кокетливая барышня (Наталья Мартинсон) или старик, который не хочет сидеть с собственным внуком (Анатолий Папанов). Наконец, молодые супруги и тёща решают разменять квартиру. Они обращаются к работающему нелегально агенту по обмену (Владимир Басов): в попытках подыскать жильё герои встречаются с разными людьми, узнают забавные и трагические истории.
Через какое-то время семья приходит к согласию и решает отказаться от обмена. Но Галина Аркадьевна встречает немолодого художника Николая Павловича (Евгений Евстигнеев), с которым уже познакомилась во время поисков квартиры (хотя и благодаря недоразумению). Галина выходит замуж и теперь она понимает, что все эти годы испытывал её зять: мать мужа — надменная Изольда Тихоновна (Евгения Ханаева) всячески третирует невестку и придирается к ней. Свекрови не нравится, что вместо того, чтобы создавать коммерчески выгодные работы (виды старой Москвы), Николай рисует портреты любимой жены. В то же время Изольда Тихоновна привязывается к дочери Лиды и Игоря Лене, занимается с огромной собакой, которую завели молодые супруги. Ради Лены Изольда Тихоновна обращается к логопеду (Ролан Быков), который должен скорректировать речь ребёнка, хотя при этом сам не выговаривает половину букв алфавита.
Изольда Тихоновна, как когда-то сама Галина, считает себя уже бабушкой, у которой вся жизнь прожита. Но вдруг она находит своё семейное счастье: ей делает предложение давний поклонник из Грузии; единственная проблема — его маме-долгожительнице Изольда никогда не нравилась. Вся семья — Игорь, Лида (которая ждёт второго ребёнка), Галина и Николай — провожают Изольду на вокзале (поезд Москва — Тбилиси).

## В ролях
- Галина Польских — Галина Аркадьевна
- Евгения Ханаева — Изольда Тихоновна, мать Николая
- Евгений Евстигнеев — Николай Павлович, художник, второй муж Галины Аркадьевны
- Марина Дюжева — Лида, дочь Галины Аркадьевны
- Евгений Стеблов — Игорь, муж Лиды
- Владимир Басов — Эдуард Бубукин, маклер
- Ролан Быков — горе-логопед
- Анатолий Папанов — пенсионер-свистун, няня для Леночки
- Бухути Закариадзе — Ражден, ухажёр Изольды Тихоновны
- Людмила Зайцева — обменщица с больным мужем
- Нина Дорошина — обменщица, балерина и актриса на пенсии
- Юрий Кузьменков — Митюхин, водопроводчик
- Лев Дуров — дедушка на лестнице
- Николай Парфёнов — Трошкин, заместитель Галины Аркадьевны

В эпизодах
- Нина Агапова — Зинуля, парикмахер
- Катя Василькова — Леночка, дочка Лиды и Игоря
- Клавдия Грищенкова — Ефросинья Фёдоровна, пожилая няня
- Ульяна Карпова — Леночка в младенчестве
- Ю. Клименко — певец
- Куандык Кожаханов — певец на репетиции у Лиды
- Владимир Козелков — милиционер
- Ю. Костогрыз
- Наталья Мартинсон — молодая няня
- Татьяна Осмоловская — Клава, подруга Митюхина
- Леонид Платов — художник
- Надежда Репина — клиентка в парикмахерской
- Михаил Семаков — певец
- Светлана Швайко — задержавшаяся сотрудница, молодая мать
- Анатолий Серенко — художник на выставке (нет в титрах)

## История создания
В основе сценария была пьеса Валентина Азерникова, написанная им для Театра имени Моссовета, спектакль назывался «Возможны варианты». В 1976 году был поставлен радиоспектакль с тем же названием.
Натурные съёмки фильма проходили в следующих местах Москвы:
- прогулка няни-Папанова с коляской в районе здания ТАСС на Б. Никитской улице[4];
- проход Галины Аркадьевны к дому художника по новому кварталу Тропарёво в районе станции метро «Юго-Западная»[5];
- встреча главных героев у смотровой площадки на Ленинских горах[6];
- объяснение Изольды и Раждена на открытой веранде Северного речного вокзала[7].

Ролан Быков, игравший логопеда с дефектами дикции, был доступен для съёмок только в течение одного дня. Евстигнеев в сценах с Быковым не мог сдержать смех, и эти дубли вошли в фильм.

## Песни
- «Седеет пепел нашего огня» (Эдуард Колмановский — Евгений Долматовский), исполняет Лев Лещенко (в титрах не указан).
- «Спасибо вам, люди!» (Эдуард Колмановский — Михаил Танич), исполняет Галина Бовина (в титрах не указана).
- «Долгие проводы — лишние слёзы» (Эдуард Колмановский — Евгений Евтушенко), исполняет Павел Кравецкий (в титрах не указан).